# Mostová
Mostová este o comună slovacă, aflată în districtul Galanta din regiunea Trnava. Localitatea se află la altitudinea de 117 m deasupra n.m., se întinde pe o suprafață de 25,16 km2 și în 2017 număra 1.591 de locuitori.

## Istoric
Localitatea Mostová este atestată documentar din 1245.

## Demografie
| An:                | 1994 | 2004   | 2014   | 2024   |
| ------------------ | ---- | ------ | ------ | ------ |
| Număr de persoane: | 1574 | 1591   | 1596   | 1562   |
| Diferență:         |      | +1,08% | +0,31% | −2,13% |

| An:                | 2023 | 2024   |
| ------------------ | ---- | ------ |
| Număr de persoane: | 1566 | 1562   |
| Diferență:         |      | −0,25% |